# Fernando de Valdés y Salas
Fernando de Valdés y Salas (Salas, Astúries, ? - Madrid, 10 de desembre de 1568) va ser un religiós asturià.
De família noble, fill de Juan Fernández de Valdés i de Mencía de Valdés, senyors de Salas, vila on va néixer Fernando. Va cursar estudis primaris a Astúries. Després de fracassar per obtenir una beca per a la Universitat de Valladolid, va ingressar en el Col·legi major de San Bartolomé de Salamanca el 12 de juny de 1512, quan tenia aproximadament uns 29 anys. Al cap de tres anys de ser admès ja n'havia esdevingut rector. Dedicat amb gran èxit a la seva carrera, va obtenir llicència i va opositar a una càtedra de cànons, que va aconseguir, per dedicar-se a l'ensenyament.
Pels seus mèrits, el cardenal Jiménez de Cisneros el va nomenar membre del seu Consell i li va concedir la canongia a la catedral d'Alcalá de Henares. Poc després va ascendir a càrrecs superiors: diaca i visitador de la Inquisició de Conca i del Consell de Navarra. Després va marxar a Flandes cridat per l'emperador Carles V, que el va enviar a Portugal per assistir a la cerimònia de matrimoni de la infanta Maria amb el rei Manuel I.
En tornar a la península, va ser nomenat membre del Consell Suprem de la Inquisició espanyola, i el 1529 bisbe d'Elna, des d'on va ser traslladat als bisbats d'Orense i d'Oviedo el 1532, després a Lleó, Sigüenza el 1540, sent finalment promogut a president del Consell de Castella, l'arquebisbat de Sevilla i a inquisidor general el 1546, reorganitzant la institució fent-ne un aparell de repressió estructurat, econòmicament sanejat i amb una normativa processal depurada, a punt de bolcar-se en les noves tasques que la corona li confiarà, que veurà el cim del seu poder amb els principals processos contra grups luterans que van tenir lloc entre 1558 i 1562, al començament del regnat de Felip II, contra dues comunitats protestants de les ciutats de Valladolid i Sevilla, i l'arrest l'agost de 1559 del mateix arquebisbe de Toledo, Bartolomé de Carranza, l'home de més rang en la jerarquia eclesiàstica hispana. Aquests processos van significar una notable intensificació de les activitats inquisitorials. Es van celebrar diversos actes de fe multitudinaris, alguns d'ells presidits per membres de la reialesa, en els quals van ser executades al voltant d'un centenar de persones. Després de 1562, encara que els processos van continuar, la repressió va ser molt menor, i es calcula que dels dos-cents processats espanyols per ser luterans fins a finals del XVI, només van ser cremats vius una desena.
Va morir el 10 de desembre de 1568, cap als 85 anys aproximadament, segons consta en el seu epitafi.